# Панданский бикольский язык
Панданский бикольский, или северно-катандуанесский бикольский язык, — один из трёх групп бикольских языков, на котором говорят в муниципалитетах Бато, Вига, Караморан, Панганибан провинции Катандуанес и на острове Лусон. 68 % населения понимают диалект нага центрально-бикольского языка, а 66 % понимают филиппинский язык.